# Hirado (1911)

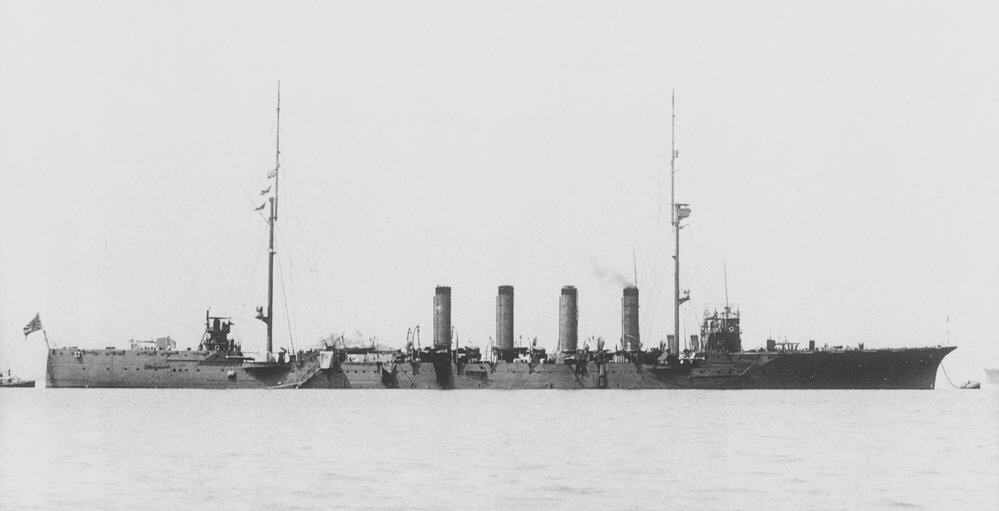
„Hirado” w 1918 roku

Hirado albo Hirato (jap. 平戸, ひらと Hirato) − japoński krążownik pancernopokładowy II klasy typu Chikuma. Zbudowany w Japonii, został zwodowany w 1911 roku i wszedł do służby w Cesarskiej Marynarce Wojennej Japonii w 1912 roku. Brał ograniczony udział w działaniach I wojny światowej, a po jej zakończeniu stacjonował na Filipinach i w Chinach. Od 1940 roku, po wycofaniu ze służby liniowej, był używany jako hulk mieszkalny. W 1947 roku został złomowany.
Wyporność okrętu wynosiła około 5000 ton, długość prawie 145 m. Napędzały go turbiny parowe, pozwalające na osiąganie prędkości 26 węzłów. Uzbrojenie główne stanowiło osiem pojedynczych dział kalibru 152 mm.

## Budowa
Okręty typu Chikuma były ostatnimi krążownikami pancernopokładowymi zbudowanymi dla Cesarskiej Marynarki Wojennej Japonii, a zarazem pierwszymi jej krążownikami o napędzie turbinowym. Ich budowę przewidziano w planie rozbudowy floty japońskiej zaakceptowanym w 1907 roku. Trzeci i ostatni okręt typu został zamówiony w listopadzie 1909 roku w prywatnej stoczni koncernu Kawasaki w Kobe, tymczasowo oznaczony jako krążownik II klasy Ha gō (ハ). 23 grudnia 1909 roku nadano mu nazwę „Hirado” (平戸). Nazwa, pochodząca od wyspy Hirado, na której mieści się  miasto o tej samej nazwie, w prefekturze Nagasaki, była pierwotnie latynizowana w formie: Hirato. Budowany był pod numerem stoczniowym 318. Stępkę pod budowę położono 10 sierpnia 1910 roku, zaś wodowanie odbyło się 29 czerwca 1911 roku.

## Opis konstrukcji
Kadłub krążowników typu Chikuma miał długość całkowitą 144,8 m, szerokość maksymalną 14,2 m i średnie zanurzenie 5,1 m. Wyporność w stanie próbnym „Hirado” wynosiła 4970 ts (długich ton) – 5050 ton. Napęd „Hirado” stanowiły dwie turbiny parowe bezpośredniego działania typu Curtis (wyprodukowane również przez stocznię Kawasaki) o łącznej mocy projektowej 22 500 shp, napędzające dwie śruby. Parę do turbin dostarczało 16 kotłów parowych, z których spaliny odprowadzane były przez cztery wysokie kominy o okrągłym przekroju. Zastosowanie nowatorskich w konstrukcji turbin pozwoliło uzyskać wysoką jak na owe czasy prędkość maksymalną, na próbach przekraczającą 26 węzłów, ale ich niedopracowana konstrukcja sprawiała wiele kłopotów w późniejszej eksploatacji. Na próbach „Hirado” uzyskano moc 26 149 shp i prędkość 26,78 węzła. „Hirado” przenosił faktycznie zapas paliwa do 311 ton paliwa płynnego i 1198 ton węgla.
Główne uzbrojenie okrętów typu Chikuma stanowiło osiem pojedynczych dział kalibru 152 mm (15 cm), o długości lufy 45 kalibrów (L/45). Działa wyposażone były maski ochronne i umieszczone po jednym na pokładach dziobowym i rufowym oraz po trzy na każdej burcie na śródokręciu. Uzupełniały je cztery działa kalibru 76 mm (nominalnie 8 cm) Typ 41 oraz dwa przeciwlotnicze karabiny maszynowe Maxim kalibru 6,5 mm. Ponadto krążowniki dysponowały trzema stałymi nadwodnymi wyrzutniami torpedowymi kalibru 450 mm z sześcioma torpedami.
W 1924 roku dwa działa 76 mm na „Hirado” zamieniono na dwa działa przeciwlotnicze tego samego kalibru Typ 3 (na pozostałych okrętach tego typu zdjęto trzy działa). Umieszczono je na platformach po bokach pary kominów nr 3 i 4. Pozostałe działa artylerii średniej zdjęto w 1932 roku. W 1924 roku także archaiczne stałe kadłubowe wyrzutnie torped zamieniono na okrętach tego typu na cztery wyrzutnie torped kalibru 533 mm.

## Przebieg służby
Do służby we flocie cesarskiej okręt wszedł 17 czerwca 1912 roku. Klasyfikowany był oficjalnie jako krążownik II klasy (nitō jun’yōkan). Na początku I wojny światowej „Hirado” znalazł się w grupie okrętów japońskich wysłanych na poszukiwanie Niemieckiej Eskadry Wschodnioazjatyckiej admirała von Spee. Od 26 września 1914 roku  wraz z bliźniaczym „Yahagi” i pancernikiem „Satsuma” wchodził w skład 2 Wydzielonego Zespołu Południowego, poszukującego niemieckich okrętów na Karolinach, rozwiązanego 28 grudnia. Razem z „Satsumą” patrolował rejon Sumatry, usiłując przechwycić krążownik SMS „Emden”. Następnie służył w składzie 2 Floty na wodach japońskich. Między 13 kwietnia a 12 grudnia 1917 roku, wraz z bliźniaczym „Chikuma”, „Hirado” został w składzie 3 Eskadry Specjalnej oddelegowany na wody Australii, gdzie japońskie okręty miały za zadanie osłaniać tamtejsze konwoje przed zagrożeniem ze strony niemieckich rajderów (przede wszystkim SMS „Wolf”). Udzielił pomocy brytyjskiemu statkowi „Cumberland” uszkodzonemu na minie „Wolfa” koło wyspy Gabo, a jego nurkowie pomogli w prowizorycznej naprawie, lecz statek mimo to zatonął później w drodze. Podczas wojny okręt przeszedł 26 000 mil morskich.
Od 24 stycznia do 25 lipca 1918 roku i ponownie od 24 sierpnia 1918 roku do 20 sierpnia 1919 roku był okrętem flagowym 2 flotylli niszczycieli 2 Floty, a od 29 stycznia do 1 grudnia 1921 roku – 3 flotylli niszczycieli 3 Floty. Od 1 kwietnia do 1 grudnia 1924 „Hirado” był okrętem flagowym 2 flotylli okrętów podwodnych, po czym przez kolejny rok pozostawał w rezerwie w bazie Kure.
W latach 1919–1922 „Hirado” wspierał japońską interwencję w Rosji radzieckiej i patrolował na Morzu Japońskim. Był wykorzystywany także do reprezentowania japońskich interesów na wodach chińskich i filipińskich, jako tzw. stacjoner. Powtarzające się problemy z niedopracowanymi turbinami systemu Curtisa powodowały częste pobyty w stoczniach remontowych.
Od 1 grudnia 1925 do 16 maja 1927 roku „Hirado” służył reprezentując interesy japońskie na wodach Chin, w składzie 1 Eskadry Wydzielonej, a następnie do 10 grudnia 1928 służył w 2 Eskadrze Wydzielonej. 30 listopada 1929 powrócił w skład 1 Eskadry Wydzielonej, gdzie służył do 20 czerwca 1932 roku (z przerwą między 1 maja a 1 grudnia 1930 roku). Następnie ponownie służył do 20 kwietnia 1933 roku w 2 Eskadrze Wydzielonej, po czym w tej dacie został wycofany do rezerwy czwartego stopnia w Kure (nie brał wobec tego już udziału w rozpoczętej w 1937 roku wojnie chińsko-japońskiej).
Okręt używany był w Kure jako stacjonarny hulk szkolny, po czym 1 kwietnia 1940 roku został skreślony z listy floty. Pod oznaczeniem Haikan Nr 11 używany był jeszcze jako hulk mieszkalny w Etauchi, a od 5 sierpnia 1942 roku w Kawaraichi (oba w rejonie Kure), natomiast od grudnia 1943 roku w Iwakuni. Przetrwał całą II wojnę światową. W sierpniu 1945 roku został osadzony w Iwakuni na dnie, po czym między styczniem a 20 kwietnia 1947 roku został tam złomowany. Jego kadłub wykorzystano przy tym do budowy falochronu w porcie w Iwakuni.